# Bracklesham Bay
Bracklesham Bay est un site biologique et géologique d’intérêt scientifique spécial de 200,6 hectares (496 acres) situé dans le Sussex de l'Ouest,. C’est un site d’examen de la conservation géologique,.
C’est une baie côtière du côté ouest de la péninsule de Manhood, dans le Sussex occidental, en Angleterre. La baie ouvre sur la Manche et l’île de Wight est visible depuis la plage, tout comme le phare de Nab Tower et la tour Spinnaker à Portsmouth. Les villages de Bracklesham et East Wittering sont situés au centre de la baie, qui est bordée par la ville de Selsey sur la pointe sud-est, et le village de West Wittering sur le côté ouest.

## Biologie et géologie
Ce tronçon de l’estran comporte des pâturages, des galets, des marais salés, des roselières et des fossés. Les pâturages sont sujets à des inondations saisonnières. Ils jouent un rôle important pour la nidification et l’hivernage des oiseaux. Le site abrite des couches datant de l’Éocène hautement fossilifères (il y a 56 à 34 millions d’années) comptant plus de 160 espèces de poissons. Il y a aussi des gisements marins beaucoup plus récents du Pléistocène moyen qui datent d’il y a environ 500 000 ans et qui indiquent des changements du niveau de la mer.

## Schéma de réalignement géré par Medmerry
Le remblai de terre à Medmerry qui retenait la mer a été construit dans les années 1960, mais le littoral de la région a été soumis à de fréquentes inondations qui sont devenues insoutenables. Ce plan est le fruit de consultations menées dans le cadre de la Stratégie de défense côtière de Pagham à East Head en 2008 et de l’adoption du plan de réalignement géré. En 2013, l’Agence de l’environnement a complété la nouvelle berge intérieure de 7 km et la brèche dans le mur de bardeaux pour mettre la région à l'abri des inondations, ce qui a permis de créer la réserve naturelle Medmerry RSPB (Royal Society for the Protection of Birds). Le projet a coûté 28 millions de livres. Depuis 2013, il s’agit du plus grand projet à ciel ouvert en Europe et il est considéré comme l’un des projets les plus durables de l’Agence pour l’environnement,
.